# Massaker von Koszyce
Beim Massaker von Koszyce wurden vor rund 4800 Jahren gegen Ende der Kugelamphoren-Kultur insgesamt 15 Frauen, junge Männer und Kinder durch stumpfe Gewalt getötet. Ihre Leichen wurden in einem Massengrab auf dem Gebiet der heutigen Stadt Koszyce im Süden von Polen (Woiwodschaft Kleinpolen) begraben.

## Entdeckung des Massakers
Bei archäologischen Ausgrabungen stießen Forscher im Jahr 2011 in der Nähe von Koszyce auf eine Ansammlung von Skeletten, deren Tod mit Hilfe der Radiokarbonmethode in die Zeit zwischen 2880 und 2776 v. Chr. datiert wurde. Die Toten waren sorgfältig in einer Grube (2,45 × 1,35 Meter) mit verschiedenen Grabbeigaben abgelegt worden und wiesen an ihren Schädeln schwere Verletzungen durch mehrere harte Schläge auf, verursacht zumeist vermutlich durch Steinbeile.

## Untersuchung der Funde
Im Jahr 2016 wurde eine forensische Untersuchung der Skelettfunde veröffentlicht. Demnach waren in diesem Massengrab bestattet worden:
- 2 Kleinkinder im Alter von 1,5–2,5 Jahren
- 1 Kind im Alter von 5–6 Jahren
- 2 weibliche Jugendliche
- 2 Jugendliche im Alter von 13–16 Jahren
- 1 männlicher Jugendlicher
- 3 erwachsene Frauen
- 3 erwachsene Männer
- 1 alte Frau

Außer den Trümmerbrüchen an den Schädeln erwiesen sich nahezu alle anderen Knochenbrüche als Folge der langandauernden Lagerung der Skelette im Erdboden. Einzig bei einem der erwachsenen Männer wurden neben seinen Schädelverletzungen auch ein unverheilter Trümmerbruch des rechten Oberarmknochens sowie unverheilte Verletzungen beider rechter Unterarmknochen festgestellt, bei einem zweiten Mann wurde ein beim Tod noch frischer Bruch des Unterkiefers erkannt. Die Verletzungen an den Schädeln wurden überwiegend von hinten beigebracht, vermutlich lagen die Opfer dabei auf dem Boden. Aufgrund der Fundsituation – anatomisch korrekte Lage aller Knochen – schlossen die Forscher, dass die Toten bereits kurz nach ihrer Ermordung beigesetzt wurden.
In einer paläogenetischen Studie wurde 2019 berichtet, dass alle 15 Ermordeten zu einer Großfamilie gehörten und gemäß ihrer verwandtschaftlichen Nähe nebeneinander oder übereinander beigesetzt wurden. Demnach lag beispielsweise eine Mutter neben ihrem Kleinkind, und Geschwister lagen ebenfalls nebeneinander. Die alte Frau lag neben zwei ihrer Söhne, eine erwachsene Frau lag neben ihrer 15–16 Jahre alten Tochter. Vier der Toten wurden als Brüder identifiziert, wobei jeweils zwei die alte Frau zur Mutter hatten und zwei eine andere Mutter. Auffällig war, dass nur wenige ältere Männer unter den Toten waren, was darauf schließen lässt, dass die zum Zeitpunkt der Morde abwesenden Männer nach ihrer Rückkehr ihre toten Angehörigen beerdigten. Die Anordnung der Leichen spiegelte zudem die Bedeutung der familiären Bande dieser Gemeinschaft über den Tod hinaus wider. Auch in dieser Studie wurde aus der Beschaffenheit der Verletzungen abgeleitet, dass die Opfer des Massakers nicht im Verlauf einer Kampfhandlung getötet wurden, sondern – möglicherweise nach ihrer Gefangennahme –  in Form einer Hinrichtung.
Die Hintergründe der Tat sind ungeklärt. Die Forscher machen in ihrer 2019 veröffentlichten Studie jedoch darauf aufmerksam, dass das Massaker ungefähr in jener Epoche stattfand, in der sich die Schnurkeramische Kultur in Europa auszubreiten begann. Es sei daher möglich, dass die – mit ihren Herden umherziehende – Gruppe zum Opfer eines Konfliktes wurde, der im Zusammenhang mit der Landnahme von Schnurkeramikern stand, die nach heutigem Forschungsstand aus den südrussischen Steppengebieten kommend (siehe Jamnaja-Kultur) in Zentraleuropa einwanderten. Sie könnte damit im Zusammenhang mit der Ausbreitung der Indogermanen in Europa stehen.

## Belege
1. 1 2 3    Tomasz Konopka et al.: Evidence of interpersonal violence or a special funeral rite in the Neolithic multiple burial from Koszyce in southern Poland – a forensic analysis. In: Anthropological Review. Band 79, Nr. 1, 2016, S. 69–85, doi:10.1515/anre-2016-0006, Volltext.
2. ↑  Supplementary Information for Unraveling ancestry, kinship and violence in a Late Neolithic mass grave.
3. ↑  Hannes Schroeder, Ashot Margaryan, Marzena Szmyt et al.: Unraveling ancestry, kinship, and violence in a Late Neolithic mass grave. In: Proceedings of the National Academy of Sciences of the United States of America. Band 116, Nr. 22, 2019, S. 10705–10710, doi:10.1073/pnas.1820210116.
4. ↑  Wolfgang Haak et al.: Massive migration from the steppe was a source for Indo-European languages in Europe. In: Nature. Band 522, 2015, S. 207, doi:10.1038/nature14317.